# عبدالکریم سیسه
عبدالکریم سیسه (انگلیسی: Abdoul Karim Cissé؛ زادهٔ ۲۰ اکتبر ۱۹۸۵) بازیکن فوتبال اهل ساحل عاج است.
وی همچنین در تیم ملی فوتبال ساحل عاج بازی کرده است.